# Oomph! (album)
Pour le groupe, voir Oomph!.
Albums de Oomph!
Sperm
(1994)
Oomph! est le premier album du groupe allemand de Neue Deutsche Härte Oomph!, sorti en 1992.
Cet album éponyme se distingue dans la discographie du groupe de par son orientation très EBM et electro-industrial.

## Liste des chansons
1. Mein Herz - 3:55
2. Me Inside You - 4:59
3. Der Neue Gott - 4:42
4. No Heart No Pain - 3:40
5. Breathe - 4:15
6. Gleischritt - 5:39
7. Under Pressure - 3:58
8. Wir Leben - 3:21
9. Purple Skin - 4:20
10. Ich Bin Du - 6:13